# Хан, Гуль Хассан
Гуль Хассан Хан (англ. Gul Hassan Khan; 9 июня 1921 — 10 октября 1999) — генерал-лейтенант пакистанских вооружённых сил, занимал должность командующего сухопутными войсками Пакистана с 20 декабря 1971 по 3 марта 1972 года.

## Биография
С 1929 по 1942 год обучался в Индийской военной академии в городе Дехрадун. 22 февраля 1942 года вступил в ряды Британской Индийской армии. После раздела Британской Индии он принял гражданство Пакистана. Принимал участие в трёх войнах против Индии: Первой индо-пакистанской войне, Второй индо-пакистанской войне и Третьей индо-пакистанской войне (в которой он командовал 1-й бронетанковой дивизией). Дослужился до звания генерал-лейтенанта, занимал должность командующего сухопутными войсками (1971-1972).